# Il supplizio di san Sebastiano
Il supplizio di san Sebastiano è un dipinto a olio su tela realizzato da Gustave Courtois nel 1895 e conservato nella chiesa di San Giorgio, nel comune francese di Vesoul.

## Storia

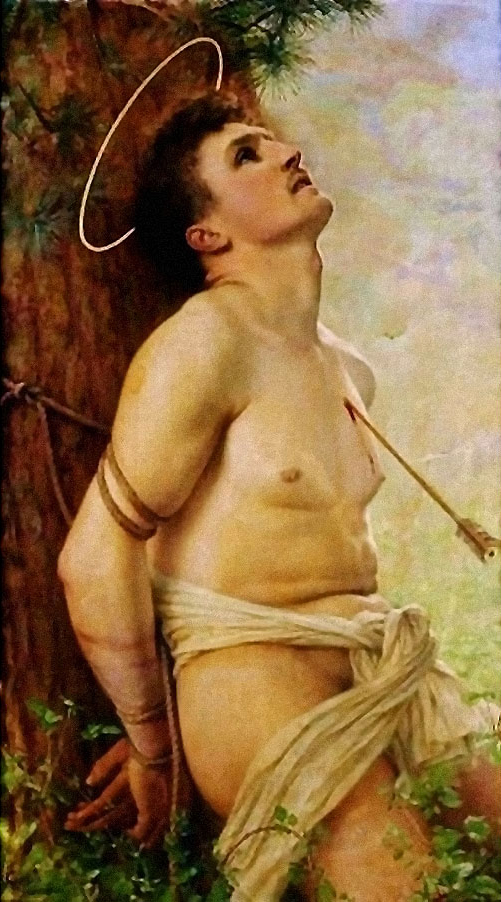
Courtois, San Sebastiano (1900)

Realizzato nel 1895, il dipinto fu esposto al Salon National des Beaux‐Arts di Parigi per tre mesi. Successivamente la tela fu donata alla chiesa di San Giorgio di Vesoul, paese natale del pittore.
La copia esposta nella chiesa, tuttavia, è parzialmente censurata: il drappo rosso che nasconde i lombi di san Sebastiano è un'aggiunta non presente nella tela originale, in cui i genitali del martire erano nascosti solo da una sottile striscia di pelle (dallo spessore simile a quello della corda che gli passa intorno ai fianchi). Il santo appariva quindi quasi completamente nudo, con la natica destra e il pube esposti.
La storica dell'arte Fae Brauer ha descritto l'estasi del martire, penetrato (in punti non vitali) dalla frecce, come sadomasochismo, ma ha anche associato la tela agli studi di natura psicosessuale dell'epoca, in particolare all'interesse per l'isteria maschile durante la Terza Repubblica. Già dal Rinascimento, san Sebastiano aveva assunto tinte omoerotiche in alcune delle sue rappresentazioni artistiche e questa tradizione era ancora presente nella Francia del XIX secolo. Courtois viveva la propria omosessualità con relativa libertà e la sua lunga relazione con il pittore Carl Ernst von Stetten era nota e accettata nei circoli artistici, al punto che la coppia fu dipinta più volte da Pascal Dagnan-Bouveret.
Pochi anni dopo la realizzazione del Supplizio, Courtois avrebbe dipinto un nuovo San Sebastiano, questa volta con lo stesso von Stetten nei panni del martire. Al contrario del suo contemporaneo Jan Verkade, che dipinse un san Sebastiano particolarmente fanciullesco, Courtois dipinse il santo con il corpo vigoroso e carnoso del compagno, con un'espressione estatica mentre abbandona il corpo contro il tronco, una singola freccia conficcata nel cuore e un accenno di peli pubici in bella mostra.